# نیتروآمین

ساختار گروه نیتروآمینو

نیتروآمین‌ها ترکیب‌های آلی دارای گروه نیتروی پیوند خورده به آمین اند. ترکیب غیرآلی مادر این مواد نیترامید، H2N–NO2 است که در آن R1 = R2 = H.